# 2002 إي بي 7 (كويكب)
2002 إي بي 7 (ويعرف أيضًا باسم (141492) 2002 إي بي 7 وفق تسمية الكوكب الصغير) (بالإنجليزية: 2002 EB7)‏؛ هو كويكب ضمن حزام الكويكبات.
اكتُشف هذا الجُرم الفلكي بواسطة روبرت إتش ماكنوت في 6 مارس 2002، وترتيبه 141492 من حيث الاكتشاف.

## الوصف
اكتُشف 1414922002EB في 6 مارس 2002 في مرصد سايدنغ سبرينغ، الواقع في وارومبونغل، نيوساوث ويلز في أستراليا، بواسطة عالم الفلك البريطاني روبرت إتش ماكنوت. وقد رصد المشروع 348 مشاهدة للكويكب إلى غاية 4 مايو 2021 بتوقيت منطقة المحيط الهادئ، أي في مدة قدرها 6,952 يومًا (19 عام). تستغرق الفترة المدارية للكويكب 1,180 يومًا (3.2 عام).

## الخصائص المدارية
يتميز مدار هذا الكويكب بنصف محور رئيسي يبلغ 2.18 وحدة فلكية، وحضيض قدره 1.82 وحدة فلكية، وانحراف قدره 0.167 وزاوية ميلان 2.07 درجة بالنسبة لمسار الشمس. بسبب هذه الخصائص، أي نصف المحور الرئيسي بين 2 و3.2 وحدة فلكية وحضيض أكبر من 1,666 وحدة فلكية، يُصنف هذا الجُرم الفلكي وفقًا لقاعدة بيانات مختبر الدفع النفاث لأجرام النظام الشمسي الصغيرة كائنًا من حزام الكويكبات الرئيسي.

## وصلات خارجية
- 2002 إي بي 7 (كويكب) في قاعدة بيانات مختبر الدفع النفاث لأجرام النظام الشمسي الصغيرة

- الاكتشاف · مخطط المدار ·  العناصر المدارية · المعلمات المادية

- 2002 إي بي 7 (كويكب) على موقع ويكي سكاي: DSS2, SDSS, GALEX, IRAS, Hydrogen α, X-Ray, Astrophoto, Sky Map, Articles and images